# Fort Pierce South
Fort Pierce South – jednostka osadnicza w Stanach Zjednoczonych, w stanie Floryda, w hrabstwie St. Lucie.